# FastStone Image Viewer
FastStone Image Viewer – oprogramowanie graficzne pełniące funkcje przeglądarki, konwertera i edytora grafik. Jest rozwijane przez FastStone Corporation z Kanady.
Aplikacja obsługuje najpopularniejsze formaty plików graficznych (JPEG, PNG, TIFF, GIF, BMP) oraz bezstratny format RAW. FastStone Image Viewer umożliwia wykonywanie szeregu operacji edycyjnych na plikach. Do dyspozycji użytkownika oddano funkcje zmiany rozmiaru, obrotu, wyostrzania, korekcji barw, redukcji efektu czerwonych oczu, dodawania znaków wodnych czy konwersji formatu grafik.
Program jest udostępniany za darmo do użytku niekomercyjnego. Jest przeznaczony dla systemów z rodziny Microsoft Windows.